# Jacques Fitz-James
Pour les articles homonymes, voir Fitz-James (homonymie).
 (décembre 2020).
Si vous disposez d'ouvrages ou d'articles de référence ou si vous connaissez des sites web de qualité traitant du thème abordé ici, merci de compléter l'article en donnant les références utiles à sa vérifiabilité et en les liant à la section « Notes et références ».
Jacques Ier Fitz-James, duc de Berwick, né le 21 août 1670 prétendument à Moulins, dans le Bourbonnais, et tué le 12 juin 1734 au siège de Philippsburg, est un militaire français des XVIIe et XVIIIe siècles. Fils naturel du roi Jacques II Stuart, il est fait maréchal de France en 1706. Raconter les campagnes de Berwick revient à énumérer les guerres du règne de Louis XIV et de Léopold Ier : guerre de la Ligue d’Augsbourg, guerre de Succession d’Espagne, guerre de Succession de Pologne.

## Le jeune Fitz-James

### Son enfance
Jacques Ier de Fitz-James est la souche de la famille de Fitz-James, qui, originaire d'Angleterre devient française par naturalisation.
Il est le deuxième enfant naturel de Jacques II Stuart, roi d'Angeleterre, et d'Arabella Churchill, sœur de John Churchill, duc de Marlborough. La légende entretenue par l'abbé de Margon veut qu'il soit né à Moulins alors que sa mère revenait de prendre les eaux à Bourbon-l'Archambault mais il semblerait plutôt qu'il soit né à Londres, ainsi que le confirme la lettre de naturalité de Louis XIV. Son patronyme s'explique par cet usage ancien qui consiste à faire précéder le nom de famille du préfixe anglo-normand Fitz afin d'établir une différence entre le père et le fils. Fitz-James signife donc fils de Jacques. A l’âge de 7 ans, son frère et lui, quittent l’Angleterre pour la France afin d’y recevoir une éducation catholique dans les meilleurs établissements. Ils passent cinq années heureuses au collège de Juilly dirigé par les Oratoriens puis deux ans au sévère collège du Plessis et restent peu de temps au collège jésuite Henri IV de la Flèche. En effet, à l’avènement de Jacques II, ils retournent à Paris où Jacques fréquente une académie militaire. Il est présenté à Louis XIV qui l'accueille fort aimablement. Le jeune homme, ébloui par cette rencontre, lui restera fidèle jusqu'à sa mort en 1715.

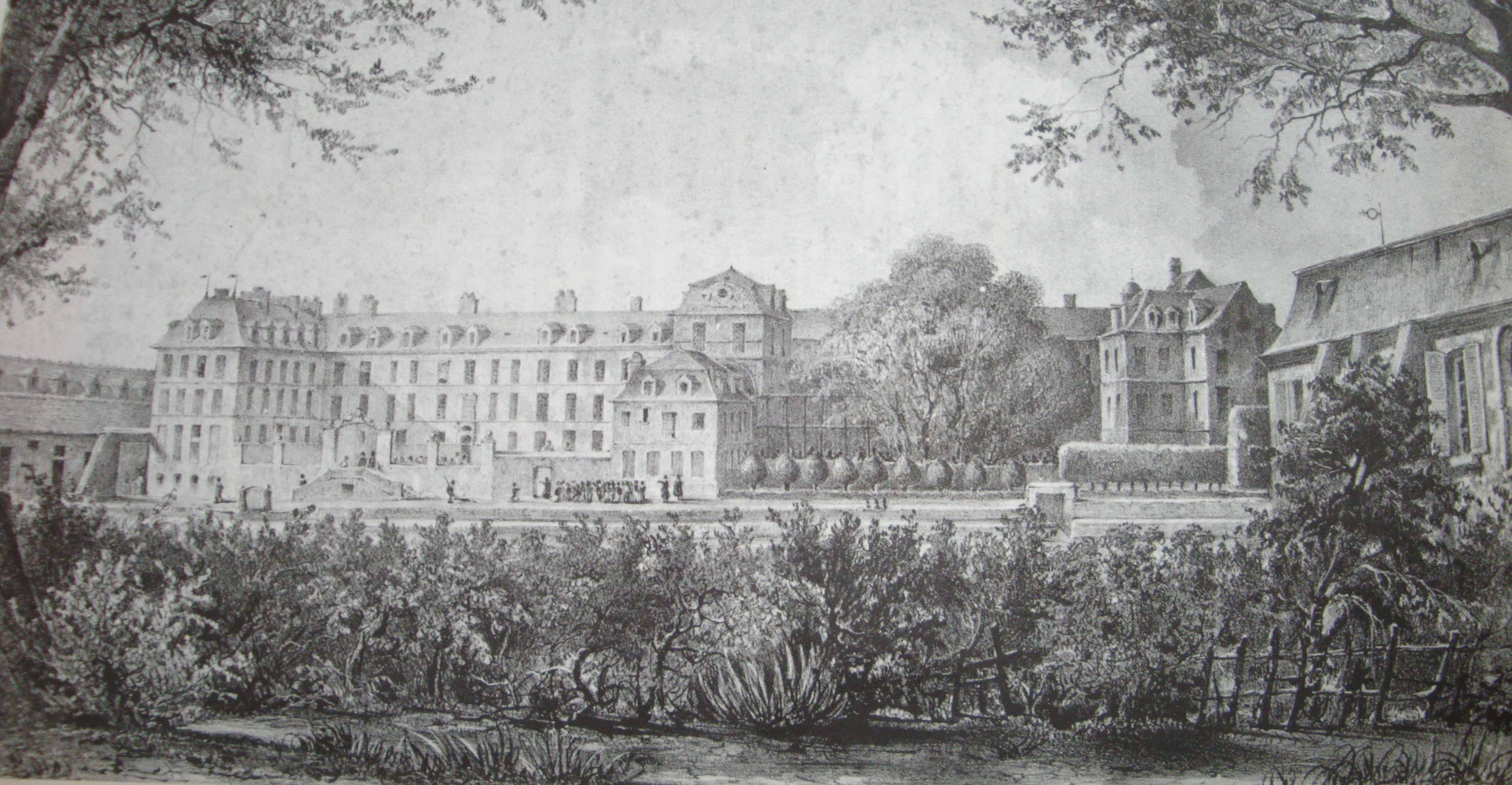
Le collège de Juilly.

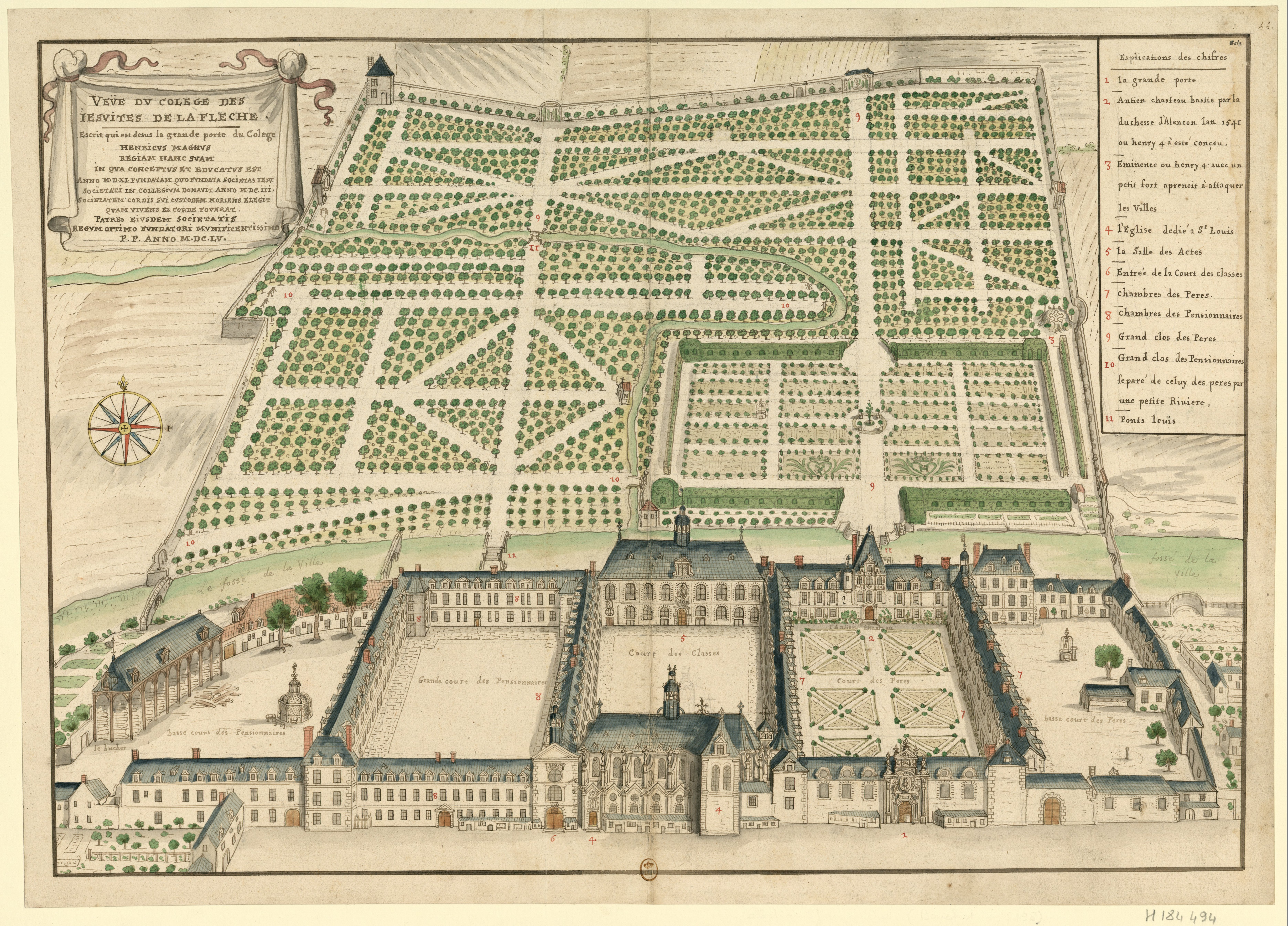
Le collège jésuite de la Flèche en 1695.

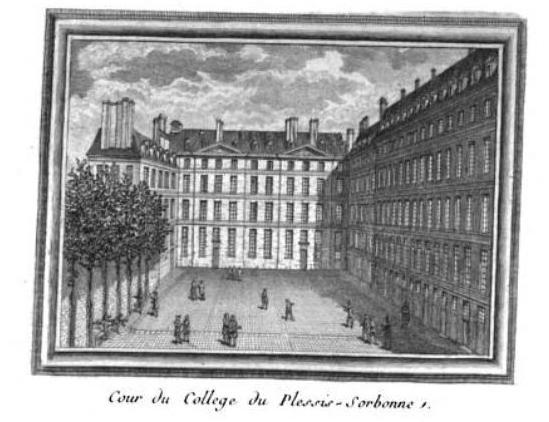
Le collège du Plessis.

### Ses premières armes

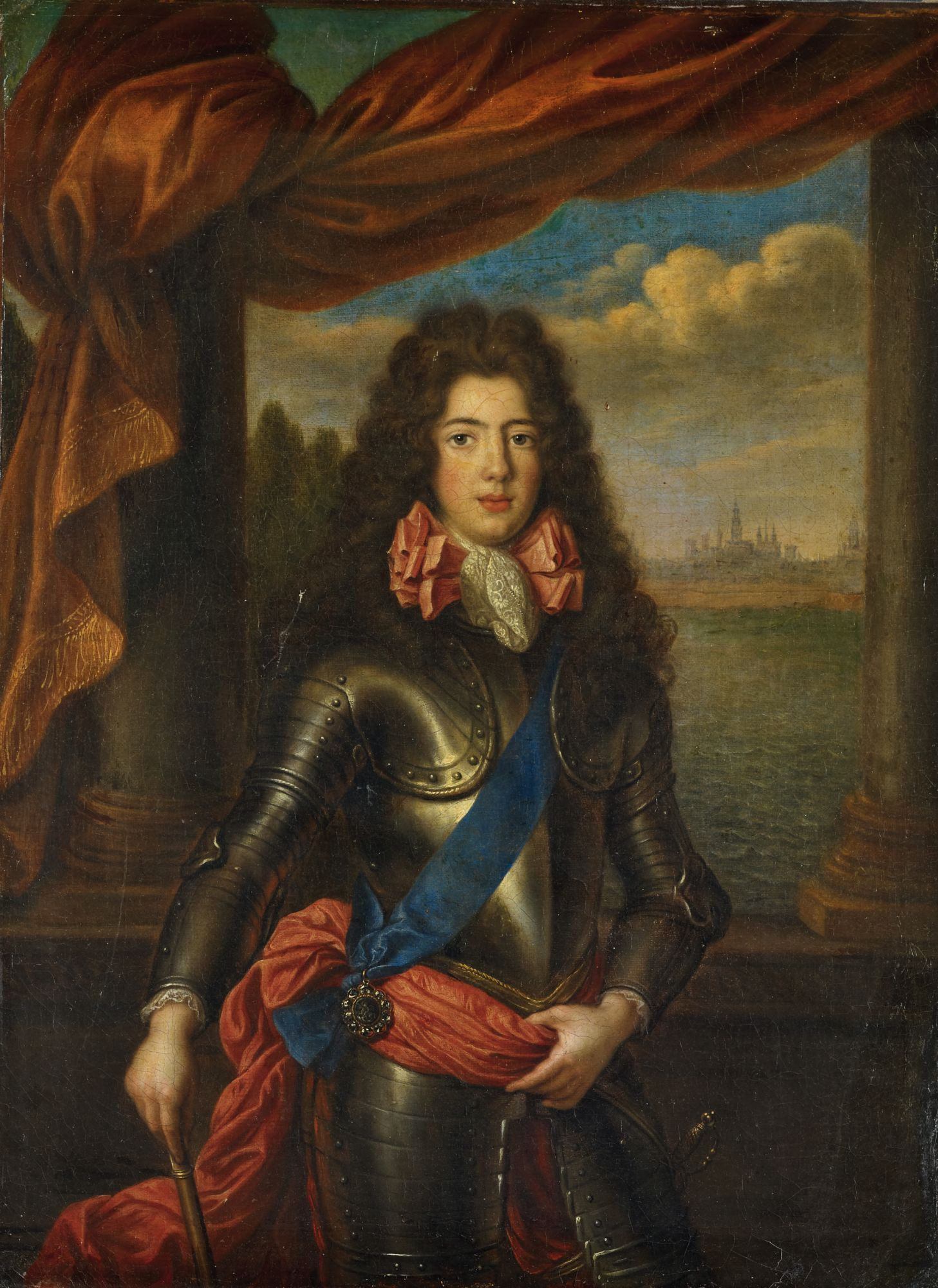
James FitzJames (attribué à Pierre Mignard).

Le jeune Fitz-James est devenu un beau garçon de 1,90 m, excellent cavalier, d’une loyauté absolue et plein d’humour, sous une apparence froide. Sa formation achevée, il entre dans la carrière des armes et combat en Hongrie sous le commandement du duc Charles V de Lorraine, comme aide de camp du duc d’Albermarle, lors de la guerre austro-turque. En 1686, il prend part au siège de Buda. Il n'a que 15 ans et il est fier d’afficher une légère blessure comme d’avoir fait deux prisonniers. Après cette première campagne, il passe l’hiver en Angleterre où son père le fait duc de Berwick (prononcé Berrick). Après une deuxième bataille contre les Turcs, Léopold 1er aimerait le garder à son service sous le grade de maréchal mais il décline l’offre, fidèle au roi Louis XIV. Il a 17 ans. Alors que la deuxième femme de Jacques II ne voit en lui que le bâtard royal, son père le gratifie de toutes les fonctions honorables et lucratives enlevées aux nobles qui ont refusé de se soumettre à ses ordres. Mais en 1688, le roi catholique Jacques Stuart est renversé de son trône par son gendre protestant, Guillaume III d’Orange Nassau, qui sait à peine parler anglais. Le roi déchu s’exile en France et échoue dans ses tentatives de regagner son trône malgré le soutien de Louis XIV et   l'engagement du duc de Berwick qui prend une part très active dans la campagne d'Irlande. Après cet échec, ce dernier s’engage comme volontaire auprès des armées françaises qui combattent les coalisés de la Ligue d’Augsbourg. Il prend part au siège de Mons en 1691, à la bataille de Steinkerque en août 1692 dans l’armée du maréchal de Luxembourg. En 1693, il est admis au grade de lieutenant-général qui était le sien dans les troupes royales anglo-irlandaises. Il a 23 ans quand il perd, à la bataille de Neerwinden, son ami Patrick Sarsfield. Lui-même est fait prisonnier. Reconnu dans les lignes adverses par son oncle, George Churchill, il est conduit au roi Guillaume qui, après un échange de politesses, l'échange contre le duc d'Ormonde, prisonnier des Français. Il se trouve encore aux Pays-Bas en 1694 et 1695. Le traité de Ryswick met fin à la guerre de La Ligue d’Augsbourg en 1697.

### Ses deux mariages d'inclination

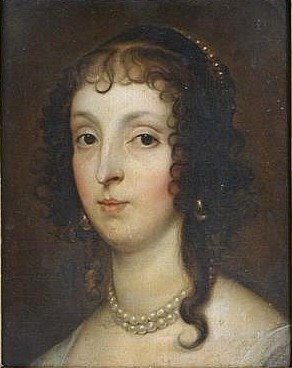
Honora de Burgh (ou Burke).

Le 26 mars 1695, le lieutenant-général de Berwick  épouse la veuve de son compagnon d'armes, Honora de Burgh (1675–janvier 1698), dans la chapelle royale de Saint-Germain-en-Laye. Elle est la fille de William de Burgh  et la veuve de Patrick Sarsfield . Admirée pour sa beauté, elle aurait introduit la contredanse anglaise à la Cour. Déjà mère d'un petit garçon né de son premier mariage, James-Francis-Edward Starsfield, elle donne naissance à un second fils, James Fitz-James Stuart, en octobre 1696. Mais sa santé est fragile, elle est malade de la poitrine et leur situation financière est difficile, d’autant que le roi a réduit les subsides donnés à la cour anglaise de Saint Germain. Le lieutenant n’exerce plus aucun commandement et semble ne plus percevoir de solde. Le prince de Conti prend pitié d'eux et les envoie séjourner dans sa seigneurie de Pézenas. Honora s’éteint dans cette ville le 16 janvier 1698, elle est inhumée à Pontoise au couvent des bénédictines anglaises où la jeune sœur de son mari est religieuse. Voici l'éloge funèbre du duc de Saint-Simon qui comporte une erreur sur le nom de la ville:
"Le duc de Berwick perdit une très aimable femme qu'il avait épousée par amour et qui avait très bien réussi à la cour et à Saint-Germain ... Elle était à la première fleur de son âge, belle, touchante, faite à peindre, une nymphe. Elle mourut de consomption à Montpellier où son mari l’avait emmenée pour la guérir par ce changement d’air. Elle lui laissa un fils."
Affligé par ce deuil, le duc part passer six semaines en Italie, à Turin, Venise et Rome où il loge chez le cardinal de Bouillon. Trois ans plus tard, le 18 avril 1700, il épouse à Paris Anne (1675–1751), fille de Henry Bulkeley, intendant en chef de la Maison royale de Jacques II d’Angleterre. On l’appelait « la belle Nanette » et elle était assez hautaine quoique sans fortune. Elle passait pour une femme forte et courageuse, doublée d'une femme d'esprit. Jacques II meurt le 16 septembre 1701, Charles II d’Espagne, le 1er novembre de l'année précédente.

## Sa carrière de général et commandant d'armées

### Sa participation à la guerre de succession d'Espagne (1701-1714)

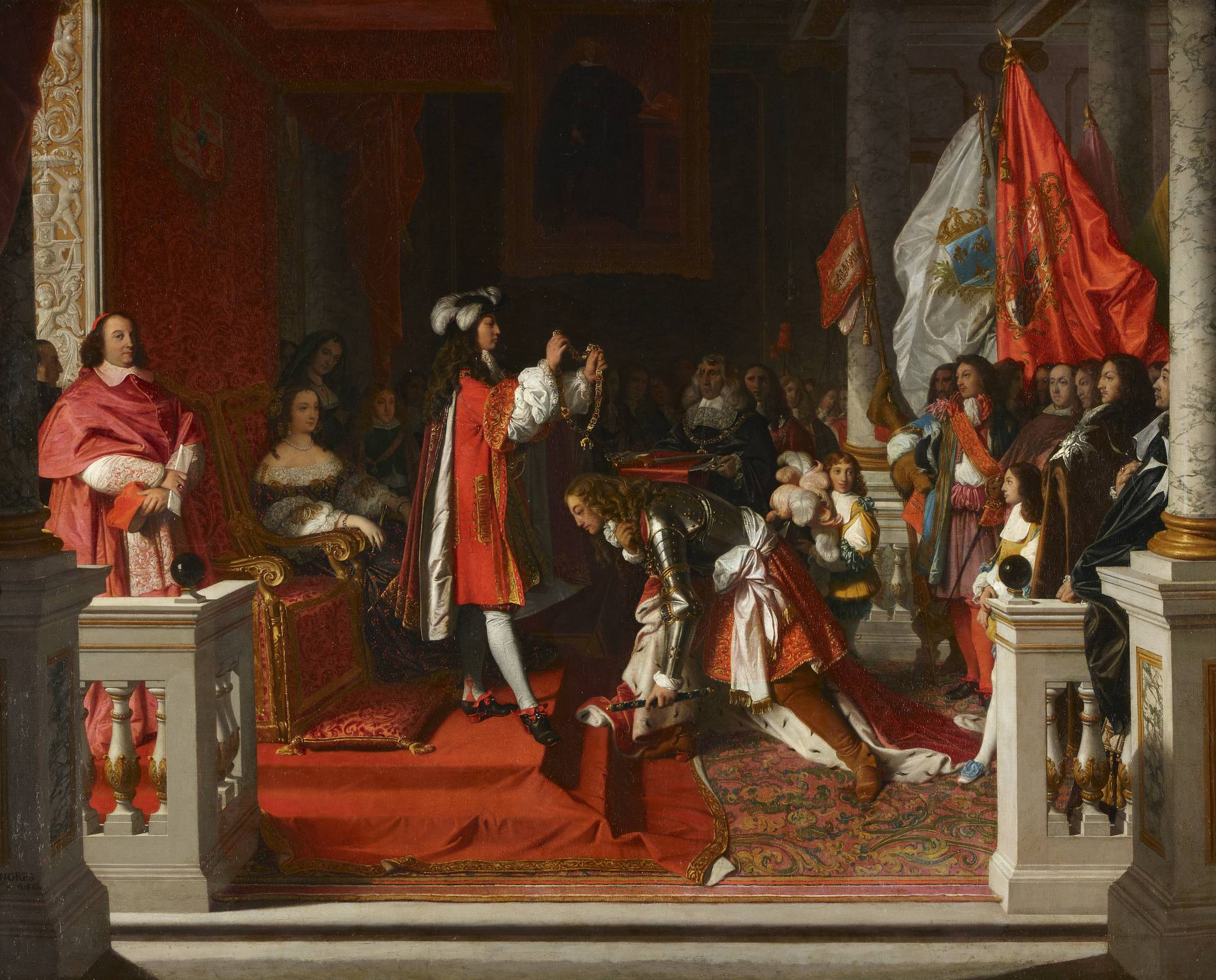
Philippe V recevant le duc de Berwick dans l'ordre de la Toison d'or. Jean Auguste Dominique Ingres.

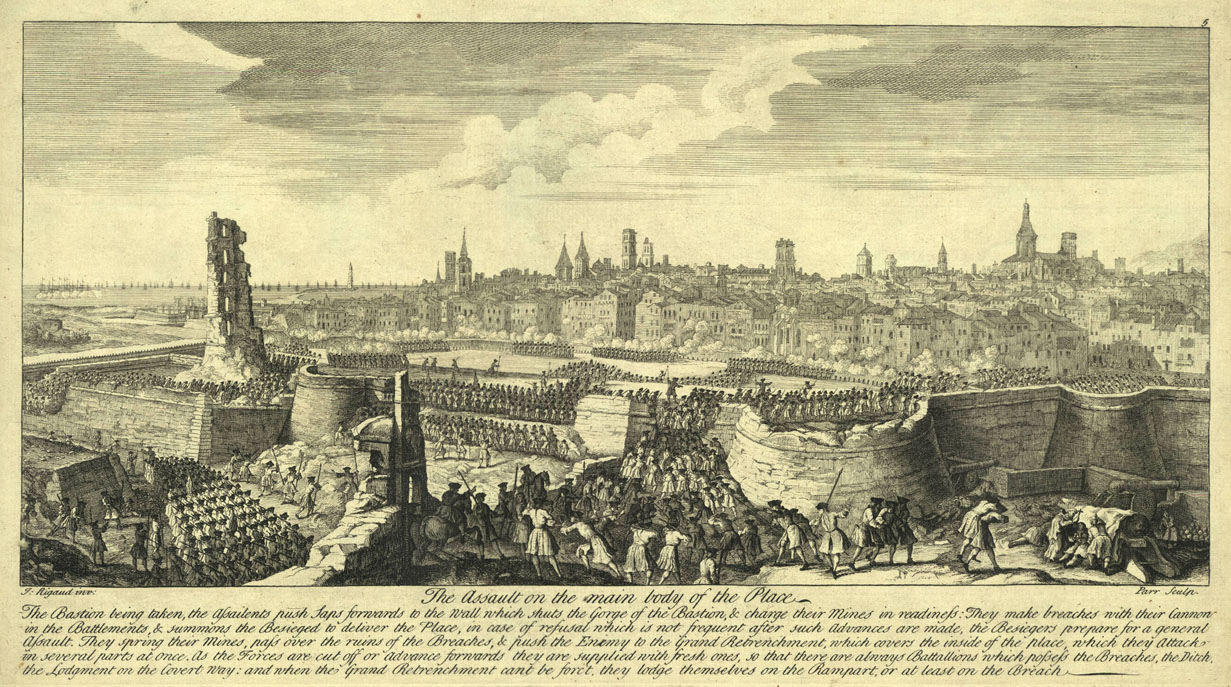
Assaut de Barcelone le 11 septembre 1714 par les armées de Berwick.

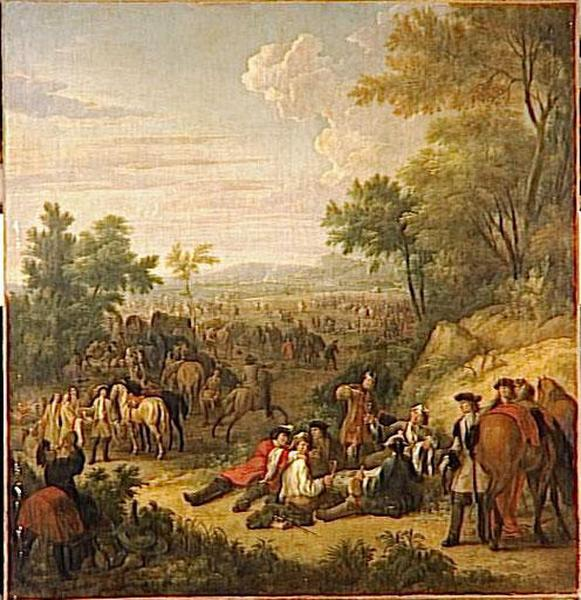
Camp de l'armée française entre Saint-Sébastien et Fontarabie (juin 1719) Sont présents le duc de Berwick et le prince de Conti (Base Joconde).

Dans son testament, le roi d’Espagne a désigné le duc d’Anjou, petit-fils de Louis XIV, comme son unique héritier. Les Provinces Unies, l’Angleterre, l’Autriche et la Prusse qui soutiennent Charles III se coalisent contre la France. Le 17 décembre 1703, Louis XIV délivre au duc de Berwick une lettre de naturalité indispensable à sa nomination de général d’armée. Il a 33 ans. En 1704, quand Léopold 1er revendique l’héritage espagnol pour son fils cadet Charles de Habsbourg, avec le soutien du Portugal, Louis XIV fait partir en Espagne 18 bataillons et 19 escadrons dont il donne le commandement à Berwick. Celui-ci arrive à Madrid le 15 février et est aussitôt nommé capitaine-général des armées espagnoles. Il rétablit la situation en faveur de Philippe V qui, en signe de reconnaissance, lui remet l'ordre de la Toison d'or.  A son retour à Versailles en octobre, le roi l’envoie commander en Languedoc où il réprime l’insurrection des camisards venus des Cévennes. Au mois de février 1706, le roi le fait maréchal de France avant de le renvoyer en Espagne. Il a alors 36 ans. Les Anglais se sont emparés de Madrid et ont voulu imposer aux espagnols le roi Charles III. Les villes espagnoles se sont soulevées et la guerre a éclaté en tous les points du royaume. Berwick réussit à infliger des défaites aux Austro-Anglo-Portugais, notamment à Almansa et à Lérida (1707), et à rendre à Philippe V le royaume de Valence (dernière bataille où une armée française commandée par un général anglais affronta une armée anglaise commandée par un général français - Henri de Massué, émigré huguenot en Angleterre). Philippe V  le remercie en lui donnant les villes de Lliria et Xerica (Jerica) érigées en duché avec la Grandesse de première classe pour lui et ses descendants, privilège extrêmement rare. En même temps il reçoit de Louis XIV le gouvernement du Limousin. De 1709 à 1713, il est de toutes les campagnes. Il maintient les frontières sud-est de la France dans le Dauphiné et la Savoie, ce qui permet à la France de reporter ses efforts sur la frontière nord-est. Lors du traité d'Utrecht en 1713 qui met fin à la guerre, il convainc Louis XIV de demander l'annexion de la vallée de l'Ubaye, pour renforcer la frontière française des Alpes. Comme Barcelone refuse de se soumettre si elle n’a pas l’assurance de conserver ses privilèges, Louis XIV vole une nouvelle fois au secours de son petit-fils en lui envoyant une armée commandée par le généralissime Berwick. En 1714, il prend Barcelone à l'issue d'un long siège meurtrier et désespéré. Le 1er septembre 1715, Louis XIV meurt et Philippe d’Orléans assure la régence. Il fait entrer Berwick à la fin février 1720 au Conseil de Régence, un honneur pour ce militaire de 44 ans qui a mené 26 campagnes dont les 11 dernières, sous son commandement, ont été glorieuses. Mais lui qui a sauvé deux fois l’Espagne doit obéir aux ordres et se résoudre à la combattre en 1719. Il enlève aux Espagnols Fontarabie, Urgell et Saint-Sébastien.

### Un intermède entre 1716 et 1733

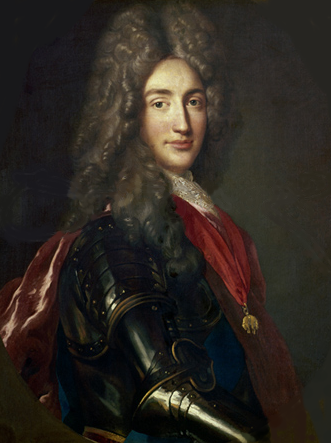
Le duc de Berwick.

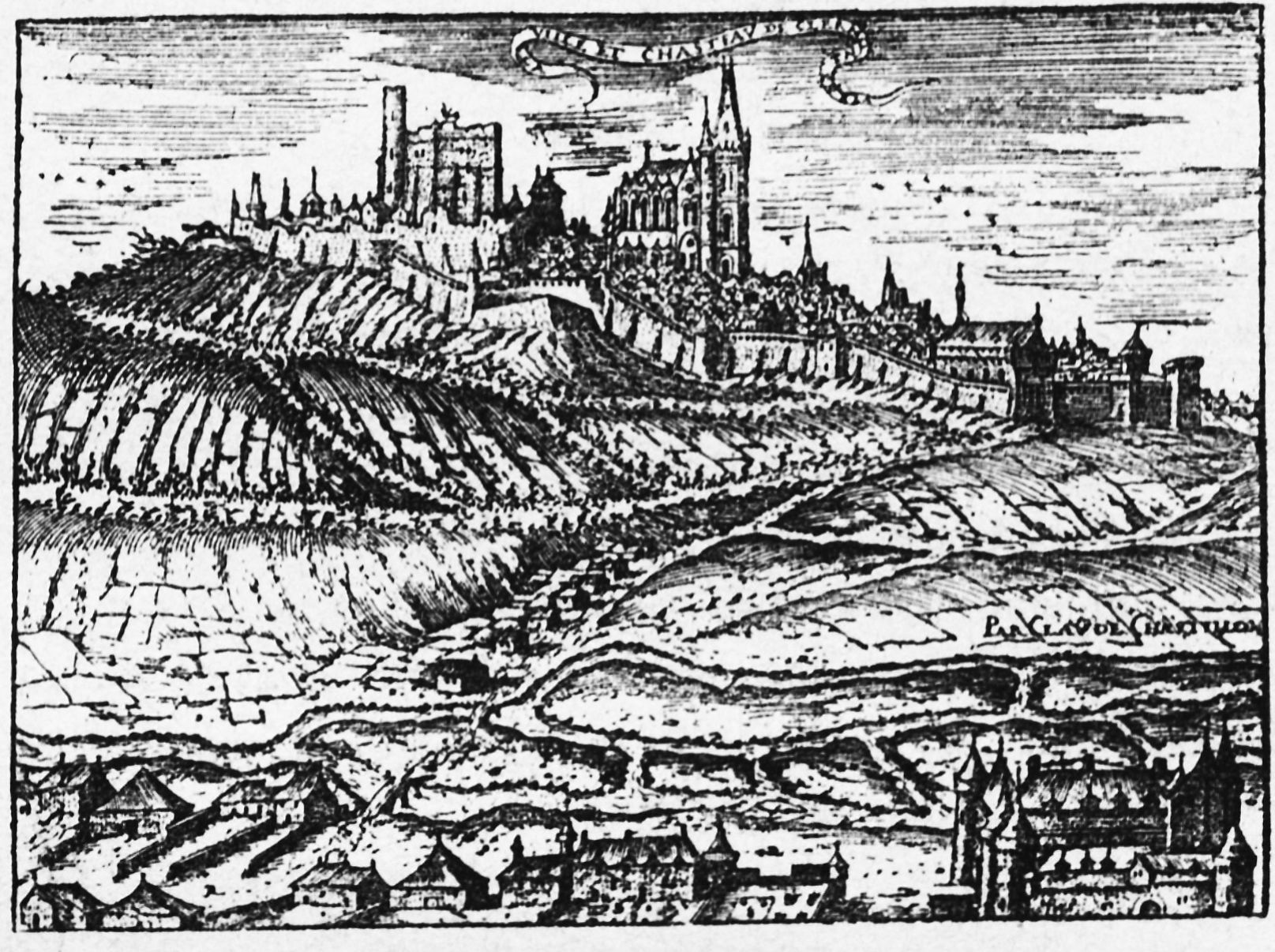
Le château de Warty avec ses tours en poivrière dans le coin droit de la gravure du XVIe siècle représentant Clermont-en-Beauvaisis.

Le château de Fitz-James au XVIIIe siècle, avec son moulin à eau et ses douves.

Comme il a prouvé au Languedoc qu’il est apte à gouverner autant une province qu’une armée, le régent lui donne le commandement en chef des provinces de Guyenne, Béarn, Navarre, Limousin, Auvergne, Bourbonnais, Forez, pays de Foix, Roussillon et d’une partie du Vivarais. Sans doute a-t-il jugé que Berwick, mi-anglais, mi-français, est tout indiqué pour gouverner la Guyenne, cette province toujours un peu rebelle à la tutelle d’un roi français. C’est au Parlement de Bordeaux que Montesquieu et Berwick se rencontrent et que naît leur amitié malgré leur différence d'âge. Berwick l'introduira dans les Cours et les sociétés européennes et lui facilitera l’accès aux milieux intellectuels et mondains de la capitale. Une de ses missions les plus urgentes est de préserver les provinces de la peste qui sévit à Marseille. Alors que sa santé est loin d’être bonne et qu’il est à la veille de partir aux eaux de Barèges, il reçoit l’ordre de se rendre à Montauban. Sagement, il préconise de rompre toutes les communications. À la mort du duc d’Orléans en 1723, le duc de Bourbon supprime tous les commandements de province. De 1724 à 1733, le maréchal de Berwick qui n’a point été habitué au repos goûte une vie simple et ordonnée à la campagne. Il a enfin le temps de profiter de sa famille et de la compagnie d’un petit nombre d’amis et aussi de faire construire la demeure moderne qui remplace l'antique forteresse de Warty. Le nouveau château est entouré de douves alimentées par la Brèche. La grille d'entrée, précédée par le moulin à eau, est flanquée de deux pavillons: la maison des bains et celle du garde. En 1733 le maréchal de Berwick est arraché à cette vie paisible et heureuse et doit reprendre du service. Il a 63 ans et encore belle prestance.

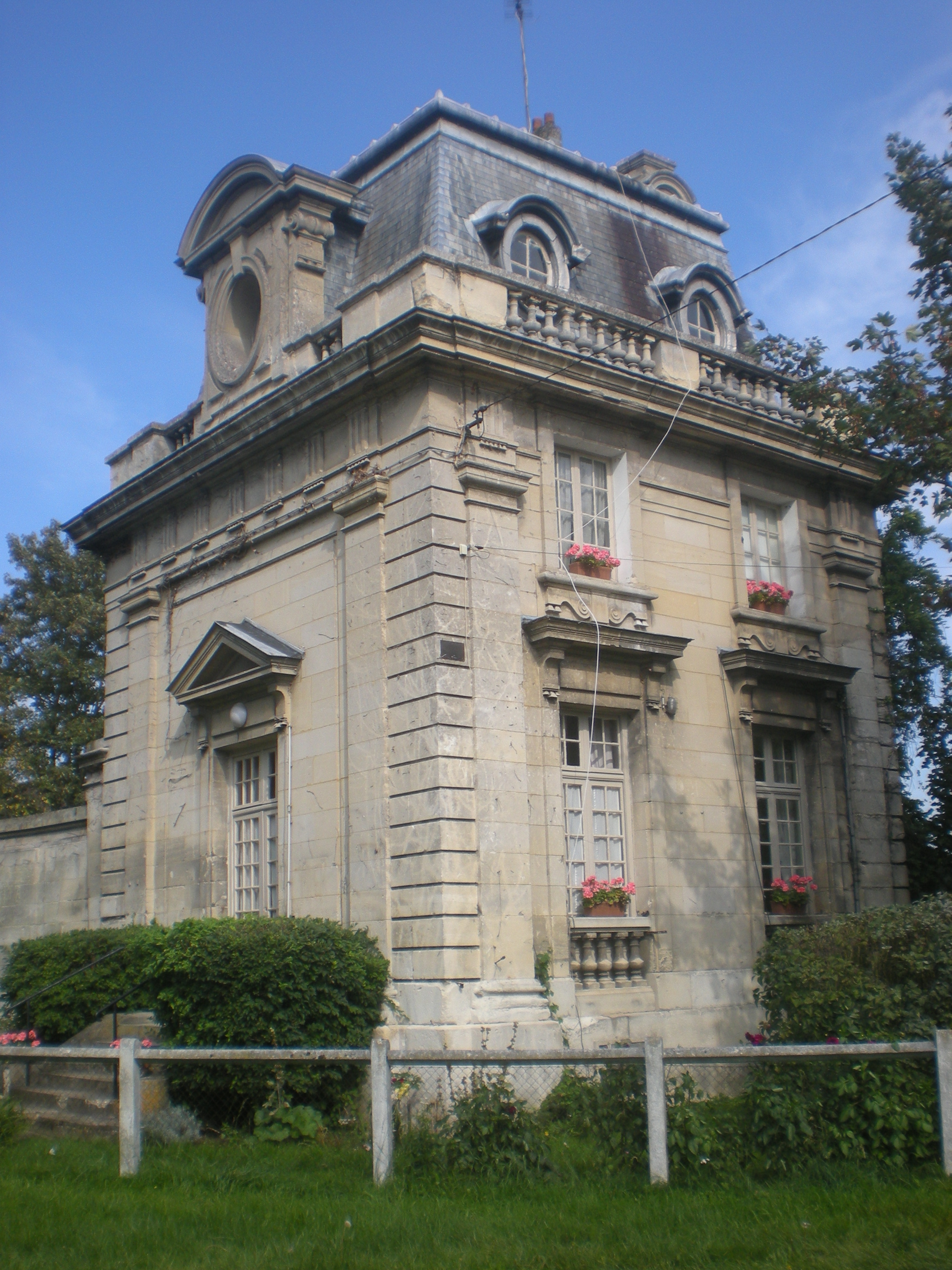
Pavillon d'entrée du château.

### Reprise de la carrière militaire lors de la guerre de succession de Pologne

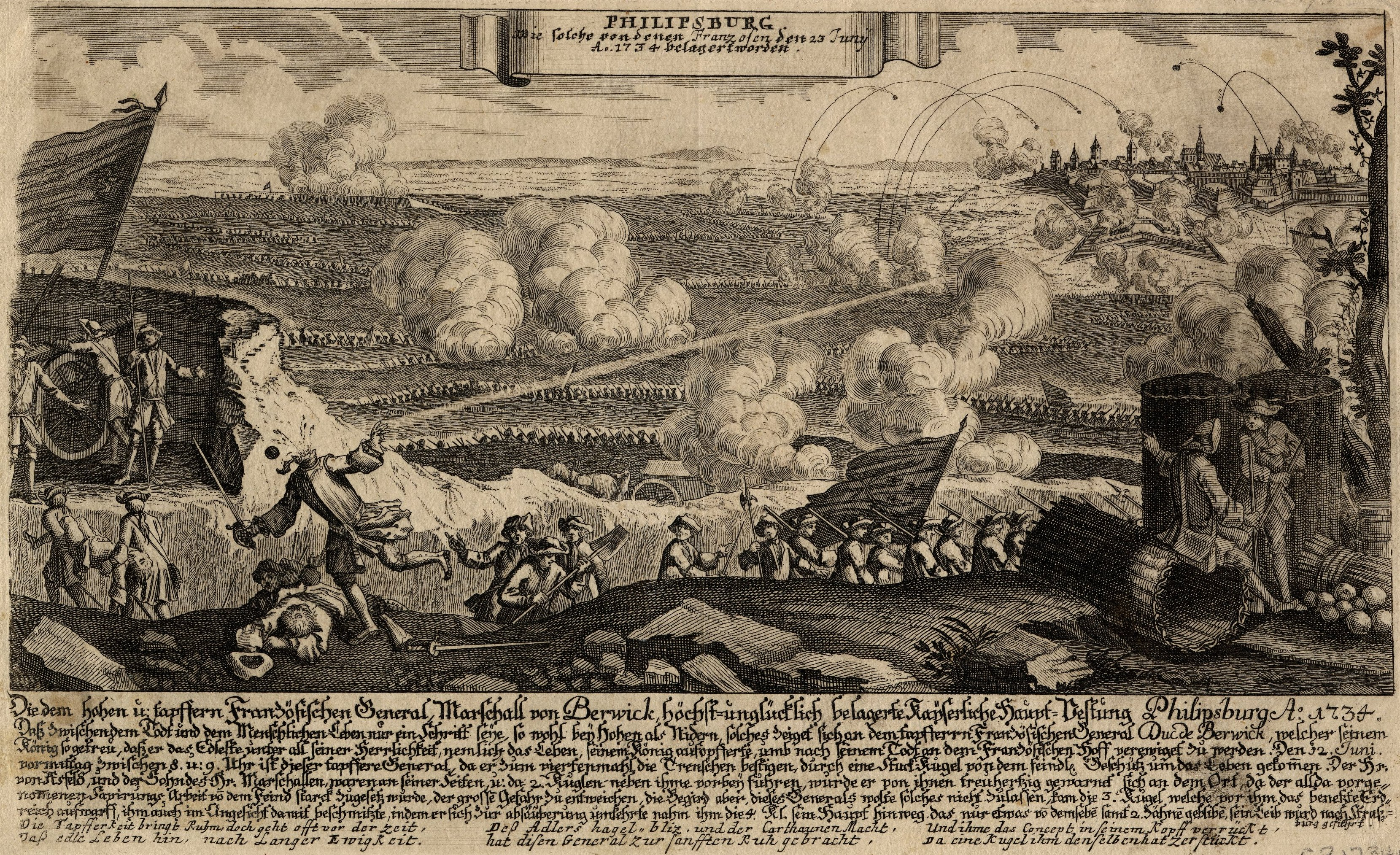
Siège de Philippsburg et mort du maréchal de Berwick.

En 1733, il reçoit le commandement de l’armée du Rhin dans le cadre de la guerre de Succession de Pologne. La lutte pour le trône de Pologne, convoité par Auguste III et par Stanislas 1er, roi de Pologne déchu et beau-père de Louis XV, déclenche une nouvelle confrontation entre les Bourbons et les Habsbourg. La guerre est déclarée à Charles VI, empereur du Saint-Empire germanique. Le plan de Berwick est d’attaquer Kehl et Philippsburg, villes impériales. La saison étant avancée, il ne peut prendre que Kehl le 29 octobre avant que l’armée prenne ses quartiers d’hiver. Au printemps 1734, il ordonne le siège de Philippsburg où il dispose 100 000 hommes. Le 12 juin, il est tué par un boulet de canon qui lui arrache la tête alors qu’il inspectait les travaux de la tranchée. Philippsburg capitule le 18 juillet mais la mort du maréchal de Berwick cause dans l’armée et à la Cour une consternation générale. Il laisse le souvenir d’un prodigieux militaire. Le duc de Savoie disait en 1709 qu'il n'avait «jamais vu aussi bien manœuvrer, ni faire la guerre si savamment et si noblement ». Il parlait peu mais ses décisions étaient si bien prises que le succès était assuré, il s’entendait mieux que personne à faire vivre une armée, soucieux du ravitaillement et de la vie de ses soldats. Il préférait allonger la durée du siège plutôt que de donner un assaut meurtrier.

## L'homme

### Son caractère

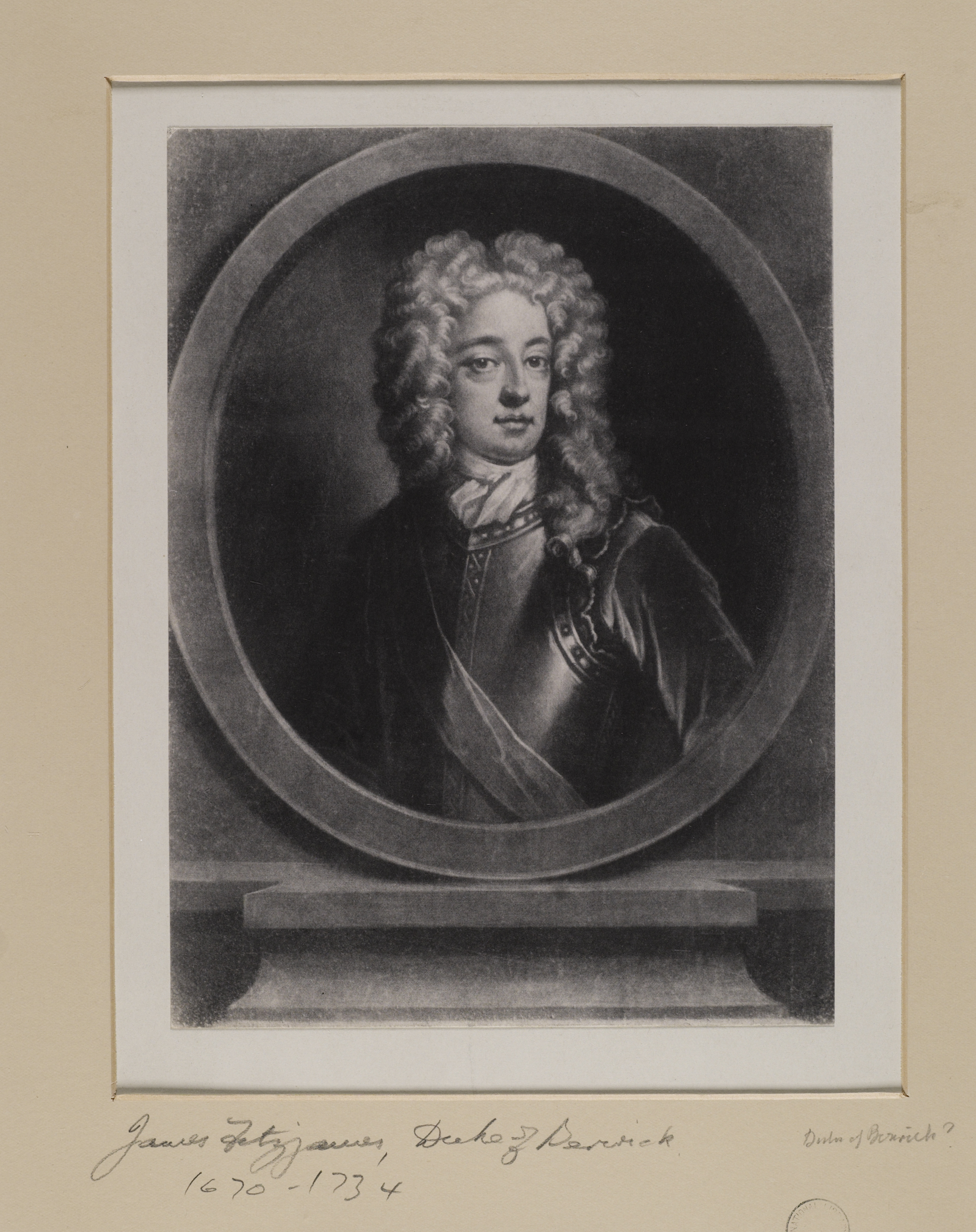
Le duc de Berwick.

Berwick est très à l'aise dans le milieu de la Cour, ayant connu celles de Londres, de Saint-Germain et de Versailles. Il sait en tirer les ficelles tout en évitant de se laisser entraîner par les factions. Mais c'est avant tout un militaire, un tacticien, un fin stratège qui a le souci de ménager la vie des militaires et n'hésite pas à monter au front dans les premiers. En Espagne, il était un des rares chefs à pouvoir se faire écouter des Français comme des Espagnols. Bon administrateur dans la vie civile, il reste modeste et simple, par goût et par principe, étant peu attaché à l’argent. Bien qu’il ait accédé à des postes élevés, sa naissance illégitime l’a obligé à toujours céder le pas devant les grands seigneurs, incapables parfois mais qui «s’étaient donné la peine de naître». Il a été maintes fois tiraillé entre les initiatives qu’il avait à prendre et l’obéissance qu’il leur devait. Toute sa vie, il s’est trouvé en porte-à-faux dans son environnement: très proche parent des plus grands rois d’Europe mais bâtard, catholique chez les protestants et Anglais en France. Cela explique certainement sa réserve, sa pondération, son sérieux sous lequel il cache une grande humanité et une douce gaîté. Il accepte que ses amis le nomment familièrement Monsieur le Brochet. Est-ce parce qu’il est grand et mince avec un long cou ou parce qu’il a un appétit féroce ? Cela lui vaut la recommandation de son ami, le comte d’Hamilton :
« N’allez pas vous jeter les morceaux dans la bouche devant les Grands d’Espagne car au lieu de manger, ils s’arrêteraient pour vous admirer comme un joueur de gobelets. »
Hamilton sachant combien il aime les petits pois et les fraises lui écrit dans une autre lettre :
« Souvenez-vous de ne jamais quitter la tête de votre armée pour aller cueillir des fraises quand vous en verriez la campagne toute farcie. »

### La terre de Fitz-James

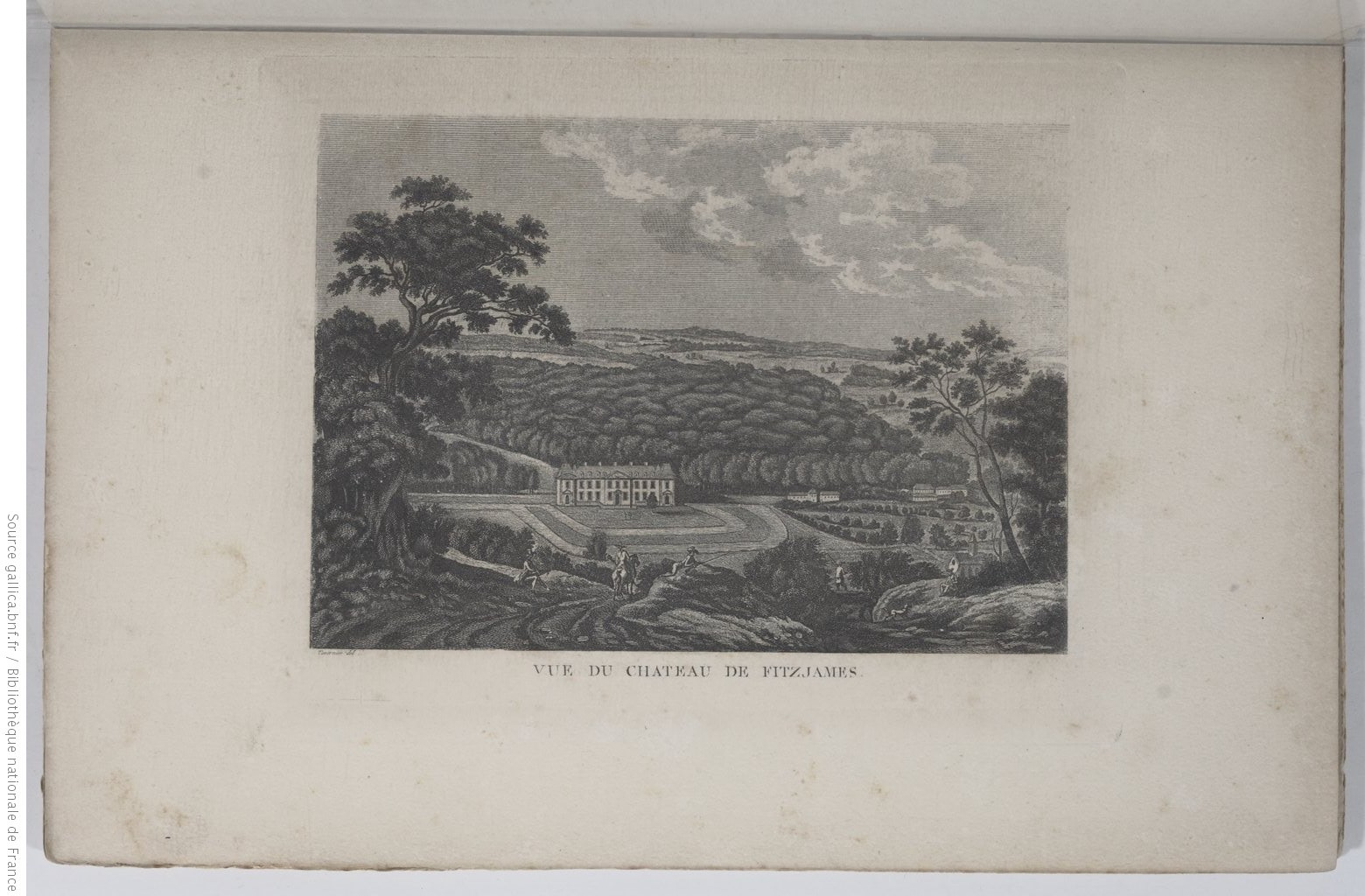
Château de Fitz-James dans l'Oise (Tavernier de Jonquières).

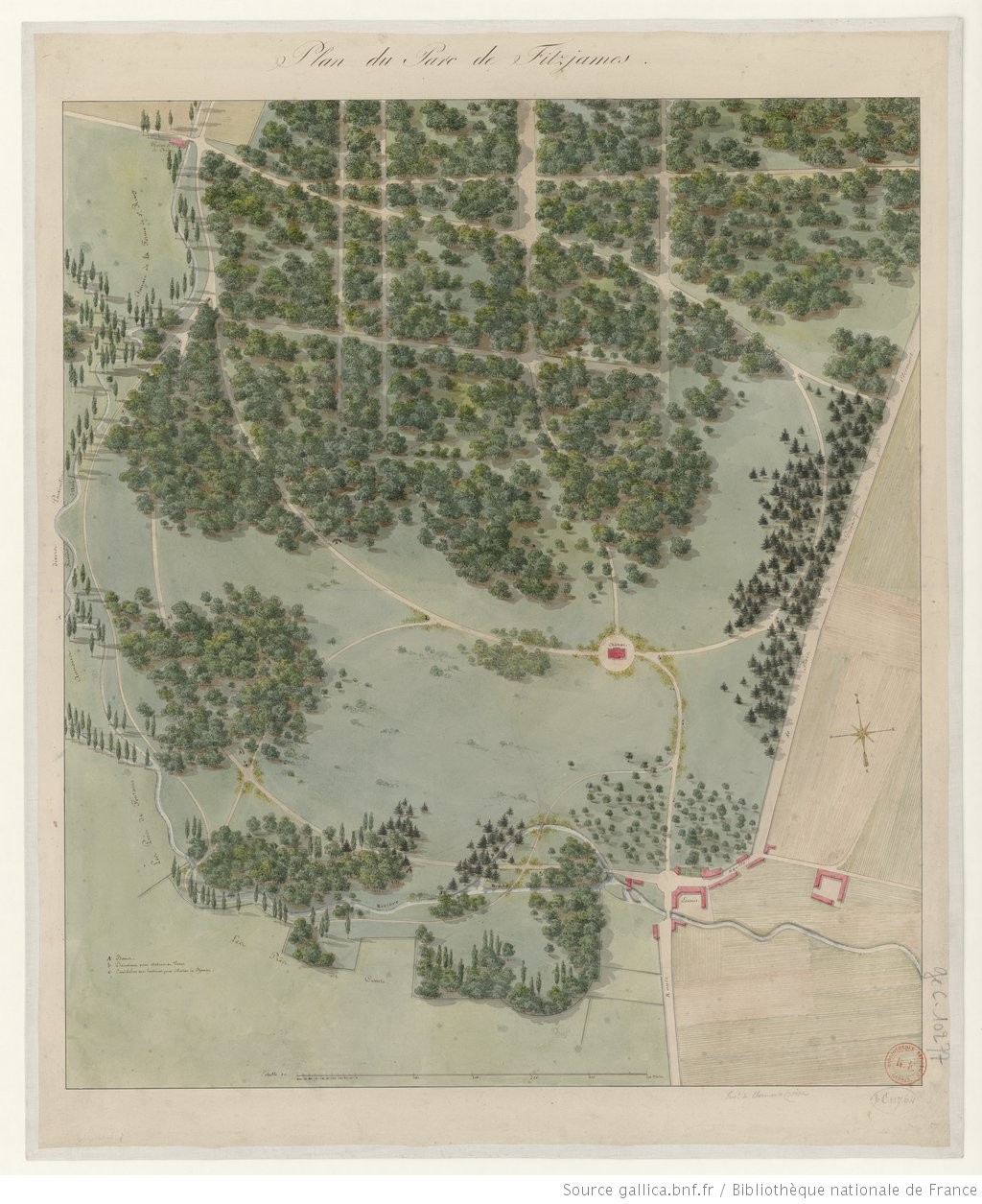
Plan du parc de Fitz-James en 1825 (BNF).

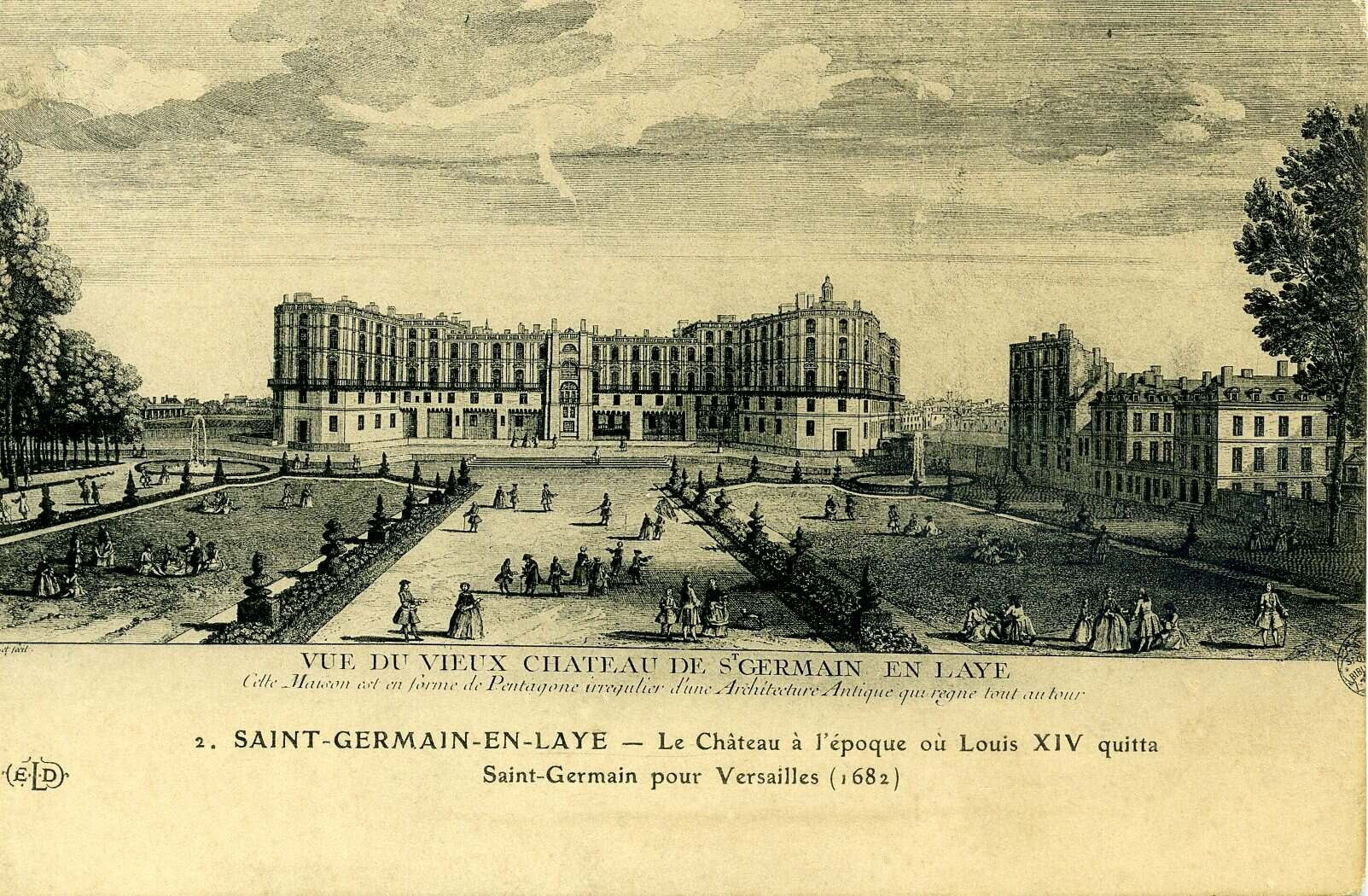
Le château-vieux de Saint-Germain-en-Laye.

Le 9 mai 1710, le duc de Fitz-James achète la terre de Warty moyennant 205 000 livres tournois, par contrat passé devant Dutartre, notaire à Paris. Le 13 juin 1710, il achète les meubles du château pour la somme de 24 000 livres. Mais comme il ne peut payer comptant ce bien, les intérêts sur dix ans s'accumulent et s'élèvent en 1719 à 102 500 livres, ce qui porte le domaine à la somme totale de 331 500 livres. Son beau-frère, le comte O'Mahony lui prête 100 000 livres et pour le reste, c'est le Régent qui vient à son aide en lui accordant 254 500 livres «tant en considération de ses services que pour l'indemniser de la dépense qu'il a faite pendant la campagne de la présente année 1719.» Quand il rebaptise sa terre en lui donnant son propre nom, il doit s'en expliquer : pour les Anglais l’usage est de donner le patronyme reçu par son père à son domaine et à sa descendance. Selon l'historien local qui vécut à cette période, Bosquillon de Fontenay, «le château est d'une belle construction, le parc qui l'accompagne contient 900 arpents (450 ha), le bois en est bien percé; nombre d'allées et plusieurs pièces d'eau formées par la Brèche et l'Arré font l'embellissement de cette maison: des plants magnifiques, des prés, des fleurs, des taillis, des futaies et des eaux rendent ce séjour délicieux.» La vie de château est animée et joyeuse. Les dames y jouent beaucoup aux boules ou bien elles suivent les chasses ou encore elles pêchent dans les canaux, étangs et rivières du parc. Le soir, on esquisse la danse en vogue les quatre faces. Le comte d’Hamilton au ton railleur fait la remarque au duc que «c’est une danse qui semble faite pour (lui) car il faut s’y tenir droit comme un piquet». Le maréchal, s’il aime chasser, apprécie aussi la quiétude. Il lit beaucoup et joue peu, préférant les charmes de la conversation. Il se plait en compagnie de sa famille et de ses amis: une société variée, un peu cosmopolite, des aristocrates de vieille noblesse, des intellectuels, des Anglais et des Irlandais proches des Stuarts, des familles jacobites qui ont trouvé refuge en France. Il se promène avec son chien Tayaud dans le parc et veille jalousement à l'entretien des jardins et aux plantations. Il échange avec Montesquieu une correspondance suivie concernant la mise en état de leurs parcs respectifs, l’un à La Brède et l’autre à Fitz-James, s’inspirant de la mode anglaise. À propos des aménagements des parcs, il écrit:
«Je suis ravi dans des occupations champêtres et j’espère, que ce printemps, vous me communiquerez tous vos plans, afin que je puisse en tirer des idées pour Fitzjames et vous donner aussi mes conseils. J’ai beaucoup fait planter cet hiver. J’ai de grands desseins par rapport à mes eaux et j’ose me flatter qu’ils seront de votre goût. Nous partons la semaine prochaine pour Fitzjames où nous vous attendons avec impatience.»
Le couple Fitz-James mène aussi la vie mondaine des courtisans, partagée entre Versailles et Saint-Germain-en-Laye où ils occupent, jusqu’à la mort de Jacques II, un appartement au-dessous des grands appartements du roi exilé, ce qui permet à Berwick de rejoindre son père par un escalier intérieur. La duchesse réside à Saint-Germain quand son mari est absent.

### Ses funérailles et sa succession
À la mort du maréchal de Berwick, les éloges funèbres sont nombreux et sincères. Voici celui de Montesquieu.
«J’ai vu de loin dans Plutarque ce qu’étaient les grands hommes, j’ai vu, en lui, de plus près, ce qu’ils sont».
Le 14 juin 1734, vers 7 h du soir, est transporté dans la cathédrale de Strasbourg, au son de toutes les cloches et les troupes rangées en haies d’honneur, le corps de Jacques Fitz-James. Il demeure dans la crypte jusqu’à son départ pour l’église des Bénédictins anglais de la rue Saint-Jacques à Paris où il avait exprimé le désir de reposer auprès de son fils.
Son testament établi le 29 mai 1732 montre que sa fortune est modeste. Il jouit à sa mort de 109 312 livres d'appointements, ce qui était insuffisant pour payer ses dettes, notamment la réfection et l'entretien du château de Fitz-James. Il lègue à sa femme 12 000 livres de rente viagère à prendre sur les terres de Fitz-James et sur tout ce qu’il possède, priant ses enfants de pas s’y opposer. Il fait de son fils Charles son légataire universel et de l’abbé de Fitz-James son exécuteur testamentaire. À son fils Charles, il laisse ses meubles, sa vaisselle, ses chevaux, carrosses et équipages, le priant d'abandonner la jouissance d’une partie à sa mère. À son fils, duc de Liria, à qui il a déjà donné ses terres en Espagne, il laisse quelques portraits de famille en souvenir, à l’abbé ses livres et tableaux de dévotion, à Edouard toutes ses cartes, dessins et plans, à son capitaine de garde et à ses valets quelque rente ou gage. Il s’avoue désolé de ne rien pouvoir laisser à sa fille Reynel (Henriette) qu’il aime tendrement mais elle comprendra que lui ayant donné 50 000 écus à son mariage, il ne reste que très peu à donner à ses autres enfants. C’est qu’il a de nombreux enfants.
Avec sa première femme Honora de Burgh (1675–janvier 1698), il a eu un fils et a élevé celui de sa femme, James-Francis-Edward Starsfield, comme le sien.
Ce fils qu'ils ont eu ensemble  est : 
- James Fitz-James Stuart, 2e duc de Berwick et de Liria (21 octobre 1696–1738), qui utilise le titre de courtoisie de « comte de Tinmouth » avant de recevoir le titre de duc de Llíria et Jérica (noblesse espagnole) de son père en 1716[4]. Il se marie en 1716 avec Dona Catarina de Portugal, sœur et unique héritière du duc de Veragu . Il mène d'abord une carrière militaire puis celle d'ambassadeur. Il est polyglotte, parlant latin, français, espagnol, italien, anglais, écossais et irlandais -cela va de soi- mais aussi allemand et russe. D'où la suite des ducs de Berwick et de Liria, puis des ducs d'Albe à partir de 1802.

En secondes noces, Anne Bulkeley (1675–1751) lui a donné huit fils et cinq filles dont neuf enfants ayant atteint l'âge adulte sont ici répertoriés,:
- Jacques de Fitz-James (1702-1721), 2e duc-pair de Fitz-James, époux de Victoire-Félicité de Duras de Durfort qui meurt à 19 ans.
- Henriette de Fitz-James (1705–1739), épouse de Jean-Baptiste-Louis, comte de Clermont d'Amboise, marquis de Reynel.
- François de Fitz-James (1709–1764), 3e duc-pair devenu en 1739 évêque de Soissons et aumônier de Louis XV
- Laure-Anne de Fitz-James (1710–1766), épouse de Joachim-Louis de Montagu, marquis de Bouzols
- Henri de Fitz-James (1711–1731), colonel du régiment de Berwick d'infanterie irlandais
- Charles de Fitz-James (1712–1787), 4e duc-pair de Fitz-James, maréchal de France, lieutenant général pendant la guerre de Sept Ans, gouverneur du Limousin en 1734
- Marie-Émilie de Fitz-James (1715–1770), épouse de François-Marie de Pérusse, marquis d'Escars
- Édouard de Fitz-James (1716–1758)  qui reçoit le grade de maréchal en 1734 et est promu lieutenant général en 1748
- Anne-Sophie de Fitz-James (1718–1763), religieuse.

Le beau-frère du maréchal de Berwick, M. Bulkeley, intercède auprès du secrétaire d'État de la Guerre, M. d'Angervilliers, pour que le roi aide la famille durement éprouvée et peu fortunée, compte-tenu de son statut social. Le 20 juin 1734, celui-ci accorde à la veuve 20 000 livres de pension, 5 000 livres au duc de Fitz-James, 7 000 livres au comte de Fitz-James et 2 500 livres à chacune des deux filles, Émilie et Sophie, plus 30 000 livres supplémentaires pour l'année 1734. M. Bulkeley a réussi sa mission, lui qui écrivait du camp de Philippsburg à Montesquieu:
"Que de raisons pour elle (Mme de Berwick) de s'affliger! Quand je songe que cet homme, après avoir travaillé comme un forçat pendant quarante ans et après de grands services rendus auprès des deux plus grands rois de l'Europe, sans avoir jamais eu un échec, est mort sans laisser de quoi payer ses dettes, et après avoir toujours vécu sans faste, sans ostentation: je vous avoue que cette réflexion suffit pour dégoûter du métier, de la fortune et du monde; ses enfants n'ont pour tout héritage que le mérite de leur père, heureux s'ils peuvent l'imiter."

### Un monument à sa mémoire

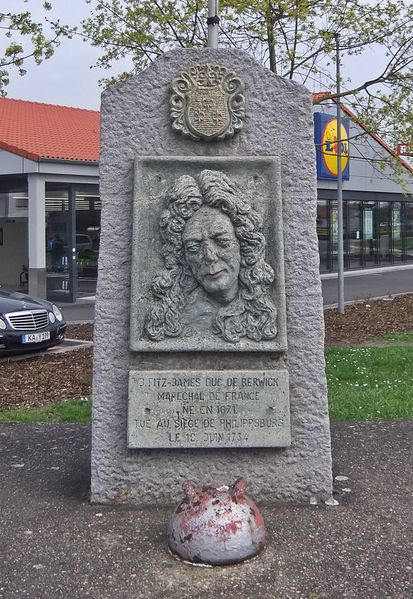
Monument en l'honneur du maréchal de Berwick.

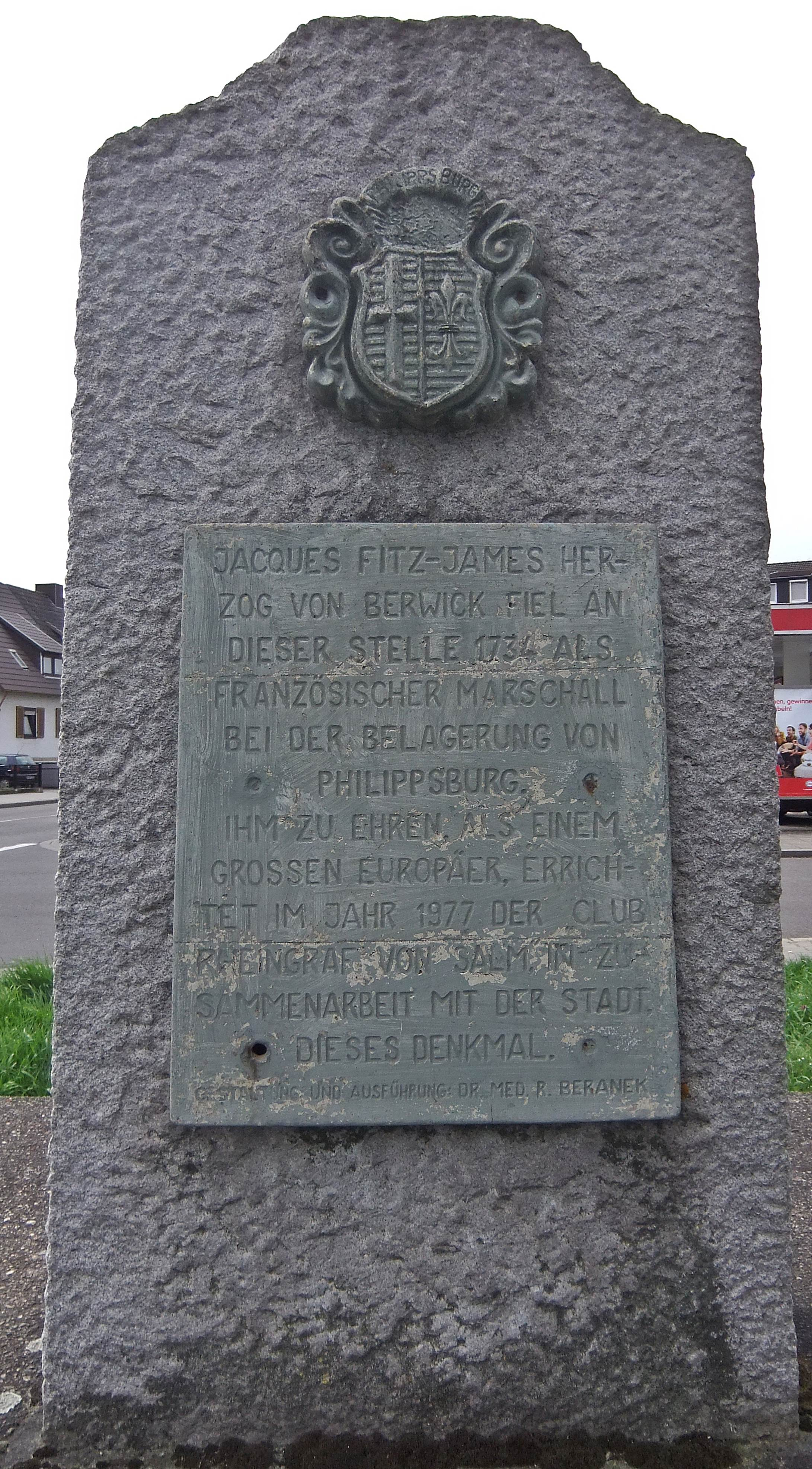
Inscription à l'arrière du monument.

En 1977 est érigé à Philippsburg un monument en l’honneur du maréchal de Berwick.  C’est une réponse au geste du commandant français Antoine-Clément Chapelle en 1800. Face aux troupes révolutionnaires, il y a alors les troupes assiégées sous les ordres du comte Carl August von Salm-Grumbach. Ce dernier meurt lors du deuxième blocus, quatre semaines avant la reddition.  Quand le cercueil est déposé dans la crypte du bastion, les canons de la forteresse tirent et surprise, les Français rendent le salut. À la signature du traité de paix, le commandant français honore même son valeureux adversaire en lui érigeant une pyramide. Franz Herd, qui fait partie d’une association d’histoire locale lance dans les années 1970 l’idée d’un monument au maréchal de Berwick et à tous les soldats tombés lors de la guerre de succession de Pologne. Ce monument devient un symbole de la paix retrouvée et de l’entente franco-allemande.

## Ses distinctions honorifiques

### Ses fonctions
Jacques Fitz-James est duc à brevet dès 1687, Grand d'Espagne en février 1704, commandant en Languedoc le 14 février 1705, maréchal de France le 15 février 1706, duc-pair en mai 1710. Il reçoit le titre de 36e gouverneur du Limousin le 17 avril 1708, titre dont il se démet le 1er octobre 1718 en faveur de son fils Jacques mais il est maintenu dans la fonction par commission. Il est nommé membre du Conseil de Régence le 3 mars 1720.

### Ses titres
- 1er duc de Berwick (en) et pair d'Angleterre , 1er comte de Tinmouth , 1er baron de Bosworth ;
- Duc de Liria et Xerica (es) et grand d'Espagne
- Duc de Fitz-James et pair de France

### Ses distinctions
- Chevalier de l'ordre de la Jarretière (1688 , brevet no  498) ;
- Chevalier de la Toison d'or (1704 , brevet no  636) ;
- Chevalier du Saint-Esprit (reçu le 7 juin 1724)

### Ses armoiries
| Figure | Nom du prince et blasonnement |
|        | Armes de Jacques Ier Fitzjames (1670-1734), duc de Fitz-James et pair de France, maréchal de France, chevalier du Saint-Esprit (reçu le 7 juin 1724) Écartelé : aux I et IV contre-écartelé de France et d'Angleterre ; au II d'Écosse ; au III d'azur, d'Irlande ; à la bordure componée de douze pièces d'azur et de gueules, chaque pièce d'azur chargée d'une fleur-de-lys et chaque pièces de gueules chargée d'un léopard d'or. Le mêmeGrand d'Espagne et chevalier de la Toison d'or |

### Sources
- Mémoires de la société archéologique et historique de Clermont-de-l'Oise, 1904, J. Sévrette: Le maréchal de Berwick, premier duc de Fitz-James p. 27-62 https://gallica.bnf.fr/ark:/12148/bpt6k6490945b/f77.item
- Bulletin des amis de Montluçon, 1925, La naissance et la mort du maréchal de Berwick, p. 43-61 https://gallica.bnf.fr/ark:/12148/bpt6k3205602h/f711.item
- A. Freydère, Qui est Berwick? Ou Légende et Histoire dans la vie du maréchal duc de Berwick, 1965, https://books.google.fr/books?id=teX5DwAAQBAJ&pg=PT47&hl=fr&source=gbs_toc_r&cad=2#v=onepage&q&f=false
- Catherine Désos-Warnier, 2018:  Entre champs de batailles et cabales de Cour: le duc de Berwick, soldat du roi de France en Espagne (1704-1719) https://hal.archives-ouvertes.fr/hal-01848767/document
- Duc d'Audiffrey-Pasquier, 1884: Éloge du maréchal de Berwick, prononcé à l'inauguration de son buste au Collège de Juilly, le 15 juin 1884 https://gallica.bnf.fr/ark:/12148/bpt6k65075662/f20.item.r=Lettres%20de%20montesquieu%20%C3%A0%20Berwick